# Jessica (Instrumentalstück)
Jessica ist ein Instrumentalstück der amerikanischen Rockband The Allman Brothers Band, das im Dezember 1973 als zweite Single aus dem Studioalbum Brothers and Sisters veröffentlicht wurde. Es wurde vom Gitarristen Dickey Betts geschrieben.

## Hintergrund
Betts schrieb den Großteil von Jessica auf der Farm der Band in Juliette (Georgia). Er benannte es nach seiner Tochter Jessica Betts, die bei der Veröffentlichung ein Kleinkind war. Das Lied ist eine Hommage an den Gypsy-Jazz-Gitarristen Django Reinhardt – es kann mit nur zwei Fingern der linken Hand gespielt werden. Er lud Gitarrist Les Dudek zur Mitarbeit ein, der die Bridge ergänzte. Dudek meinte später, er hätte als Mitautor genannt werden müssen.
Jessica wurde als Single nach dem sehr erfolgreichen Ramblin’ Man veröffentlicht, hatte aber nicht den gleichen Chart-Erfolg. Trotzdem wurde es in den folgenden Jahrzehnten zu einem Standard der Classic-Rock-Radiosender. Das Lied war in den 1970er und frühen 1980er Jahren die Titelmelodie der BR-Rockmusiksendungen im Zündfunk.

## Rezeption
Die ersten Kritiken des Songs im Jahr 1973 waren sehr positiv. Bud Scoppa vom Rolling Stone schrieb: „In meinen Ohren ist dies das wirkungsvollste Instrumentalstück, das die Allmans je aufgenommen haben: Es durchbricht die jüngste Tendenz der Band zur Humorlosigkeit und demonstriert gleichzeitig anschaulich, dass diese Gruppe ein Motiv brillant ausarbeiten kann, ohne auch nur einmal in offensichtliche Blues- oder Rock'n'Roll-Muster zu verfallen.“ Billboard bezeichnete es als eines der „besten Stücke“ des Albums, und Janis Schacht von Circus erwähnte es als ein Highlight. „Der jazzige Sound ist nicht nur effektiv, sondern auch ästhetisch schön. Chuck Leavells Klavierarbeit ist vergleichbar mit Nicky Hopkins’ Arbeit für die Rolling Stones. Es bewegt sich, es rockt, es trägt das Stück mit unglaublichem Stil und wird auf halbem Weg von Dickie Betts’ sauberer, mitreißender Gitarrenführung getroffen.“
Ein Artikel im Wall Street Journal vom Januar 2006 bezeichnete das Stück als „ein wahres nationales Erbstück“.

## Auszeichnung
Eine spätere Live-Aufnahme von Jessica ist auf dem 1995 erschienenen Album An Evening with the Allman Brothers Band: 2nd Set enthalten. Bei den Grammy Awards 1996 wurde sie mit einem Grammy für die beste Rock-Instrumental-Performance ausgezeichnet.